# EFAF Cup 2013
L'EFAF Cup 2013 è stata la dodicesima edizione del secondo torneo europeo per importanza per club di football americano.
Ha avuto inizio il 23 marzo e si è conclusa il 13 luglio con la finale di L'Hospitalet de Llobregat vinta per 66-6 dai francesi Black Panthers de Thonon sugli spagnoli L'Hospitalet Pioners.
Al torneo hanno preso parte 7 squadre.

## Squadre partecipanti
| Club                     | Città                     | Stadio                       | Sponsor ufficiale | Risultato nella stagione 2012                               |
| ------------------------ | ------------------------- | ---------------------------- | ----------------- | ----------------------------------------------------------- |
| Alphen Eagles            | Alphen aan den Rijn       | Sportspark Zegerslot         |                   | Campioni dei Paesi Bassi; fase a gironi di EFAF Cup         |
| Badalona Dracs           | Badalona                  | Estadi Municipal de Badalona |                   | Semifinalisti del campionato spagnolo; fase a gironi di EFL |
| Black Panthers de Thonon | Thonon-les-Bains          | Stade Joseph-Moynat          |                   | Vicecampioni di Francia; ottavo posto NSFL Tackle Élite     |
| Copenhagen Towers        | Gentofte                  | Gentofte Sportspark          |                   | Semifinalisti del campionato danese                         |
| Dauphins de Nice         | Nizza                     | Stade des Arboras            |                   | Semifinalisti del campionato francese                       |
| L'Hospitalet Pioners     | L'Hospitalet de Llobregat |                              |                   | Fase a gironi della EFL                                     |
| London Blitz             | Londra                    | White Hart Lane              |                   | Campioni di Gran Bretagna; quarti di finale della EFL       |

## Stagione regolare

### Calendario

#### 1ª giornata
| Nizza 23 marzo 2013, ore 18:00 | Dauphins de Nice | 20 – 8 (7-0 6-2 7-0 0-6) | Badalona Dracs | Stade des Arboras |

#### 2ª giornata
| Barcellona 30 marzo 2013, ore 17:00 | L'Hospitalet Pioners | 14 – 10 (0-0 0-10 7-0 7-0) | Alphen Eagles | Estadi Municipal |

#### 3ª giornata
| Londra 7 aprile 2013, ore 15:00 | London Blitz | 7 – 6 (0-0 7-6 0-0 0-0) | Copenhagen Towers | White Hart Lane |

#### 4ª giornata
| Gentofte 22 aprile 2013, ore 15:00 | Copenhagen Towers | 20 – 18 (0-0 14-3 0-15 6-0) | London Blitz | Gentofte Sportspark |

#### 5ª giornata
| Badalona 27 aprile 2013, ore 17:00 | Badalona Dracs | 20 – 27 | Dauphins de Nice | Estadi Municipal de Badalona |

| Thonon-les-Bains 27 aprile 2013, ore 18:00 | Black Panthers de Thonon | 56 – 14 (7-6 22-8 14-0 13-0) | L'Hospitalet Pioners | Stade Joseph-Moynat |

#### 6ª giornata
| Alphen aan den Rijn 11 maggio 2013, ore 19:30 | Alphen Eagles | 0 – 46 (0-14 0-19 0-6 0-7) | Black Panthers de Thonon | Sportspark Zegerslot |

### Classifiche
Le classifiche dopo la stagione regolare sono le seguenti:
- PCT = percentuale di vittorie, G = partite giocate, V = partite vinte, P = partite perse, PF = punti fatti, PS = punti subiti
- La qualificazione ai playoff è indicata in verde

#### Gruppo A
| Pos. | Squadra                  | %V    | G | V | P | PF  | PS |
| ---- | ------------------------ | ----- | - | - | - | --- | -- |
| 1    | Black Panthers de Thonon | 1.000 | 2 | 2 | 0 | 102 | 14 |
| 2    | L'Hospitalet Pioners     | .500  | 2 | 1 | 1 | 28  | 66 |
| 3    | Alphen Eagles            | .000  | 2 | 0 | 2 | 10  | 60 |

#### Gruppo B
| Pos. | Squadra          | %V    | G | V | P | PF | PS |
| ---- | ---------------- | ----- | - | - | - | -- | -- |
| 1    | Dauphins de Nice | 1.000 | 2 | 2 | 0 | 47 | 28 |
| 2    | Badalona Dracs   | .000  | 2 | 0 | 2 | 28 | 47 |

#### Gruppo C
| Pos. | Squadra           | %V   | G | V | P | PF | PS |
| ---- | ----------------- | ---- | - | - | - | -- | -- |
| 1    | Copenhagen Towers | .500 | 2 | 1 | 1 | 26 | 25 |
| 2    | London Blitz      | .500 | 2 | 1 | 1 | 25 | 26 |

## Playoff

### Tabellone
|  | Semifinali | Semifinali               | Semifinali |                      |    | EFAF Cup XII             | EFAF Cup XII | EFAF Cup XII |  |
|  |            |                          |            |                      |    |                          |              |              |  |
|  | 1A         | Black Panthers de Thonon | 19         |                      |    |                          |              |              |  |
|  | 1A         | Black Panthers de Thonon | 19         |                      |    |                          |              |              |  |
|  | 1C         | Copenhagen Towers        | 7          |                      |    |                          |              |              |  |
|  | 1C         | Copenhagen Towers        | 7          |                      | 1A | Black Panthers de Thonon | 66           |              |  |
|  |            |                          |            |                      | 1A | Black Panthers de Thonon | 66           |              |  |
|  |            |                          | 2A         | L'Hospitalet Pioners | 6  |                          |              |              |  |
|  | 1B         | Dauphins de Nice         | 2A         | L'Hospitalet Pioners | 6  | 15                       |              |              |  |
|  | 1B         | Dauphins de Nice         |            |                      |    |                          |              |              |  |
|  | 2A         | L'Hospitalet Pioners     | 16         |                      |    |                          |              |              |  |

### Semifinali
| Thonon-les-Bains 15 giugno 2013, ore 18:00 | Black Panthers de Thonon | 19 – 7 (0-0 0-0 6-7 13-0) | Copenhagen Towers | Stade Joseph-Moynat |

| Nizza 15 giugno 2013, ore 18:00 | Dauphins de Nice | 15 – 16 (7-0 2-3 0-0 6-13) | L'Hospitalet Pioners | Stade des Arboras |

### Finale
| L'Hospitalet de Llobregat 13 luglio 2013, ore 18:00 | L'Hospitalet Pioners | 6 – 66 (6-16 0-24 0-19 0-7) referto | Black Panthers de Thonon | Complex Esportiu L'Hospitalet Nord (1000 spett.) |

## Verdetti
- Black Panthers de Thonon vincitori della EFAF Cup 2013